# Ankara Keçiörengücü
Ankara Keçiörengücü is een sportclub opgericht in 1949, in een district van de provincie Ankara, Turkije. De clubkleuren zijn lavendel en wit. De thuisbasis van de voetbalclub is het Aktepe Stadion.
Keçiörengücü werd in 1949 opgericht als Hacettepe Spor Kulübü met zwart en wit als clubkleuren. Hacettepe was vrij succesvol te noemen. Acht seizoenen lang voetbalde de club uit Ankara in de Süper Lig. Beter dan een zesde plaats werd overigens niet behaald. In het seizoen 1964/65 werd de kwartfinale van de Turkse Beker behaald. Hierin werd uiteindelijk verloren van Istanbulspor.
In 1985 werd de clubnaam veranderd in Hacettepe Yeni Camuzoğluspor en in 1988 werd de nieuwe clubnaam Keçiörengücü. De club heeft als Keçiörengücü nooit in de Süper Lig gevoetbald.

Ankara ligt in Centraal-Anatolië.

## Divisies
- Süper Lig

1958-1960, 1962-1968
- 2e Divisie

1968-1971, 1989-1993, 1997-1998, 2019-
- 3e Divisie

1971-1974, 1977-1978, 1984-1989, 1993-1997, 1998-2001, 2006-2007, 2014-2019
- 4e Divisie

2001-2006, 2007-2014
- Amateurreeksen

1960-1962, 1974-1977, 1978-1984

## Bekende (ex-)spelers
- Ümit Özat
- Özer Hurmacı

Adana Demirspor · 
Amed SFK · 
Ankara Keçiörengücü · 
Bandırmaspor · 
Bodrum FK · 
Boluspor · 
Çorum FK · 
Erzurumspor FK · 
Esenler Erokspor · 
Hatayspor · 
Iğdır FK · 
Istanbulspor · 
Manisa FK · 
Pendikspor · 
Sakaryaspor · 
Sarıyer  · 
Serik Belediyespor · 
Sivasspor · 
Ümraniyespor · 
Vanspor FK